# Lightspeed
Lightspeed is het debuutalbum van de Nederlandse poppunkband Destine. Het album verscheen op 1 februari 2010 in de winkels, en 29 januari op iTunes. Zeven van de twaalf nummers op het album verschenen al eerder op de singles Stars en In Your Arms. De andere vijf nummers zijn later opgenomen.

## Composities
Alle muziek en teksten zijn geschreven door Robin van Loenen, tenzij anders aangegeven. 
| 1.                 | In Your Arms (Van Loenen/Bart Voncken) | 3:24 |
| 2.                 | Everything in Me                       | 2:37 |
| 3.                 | Burn                                   | 3:06 |
| 4.                 | Stars                                  | 3:07 |
| 5.                 | Where Are You Now                      | 2:53 |
| 6.                 | Spiders                                | 3:40 |
| 7.                 | Forget About Me                        | 3:12 |
| 8.                 | Wake Me                                | 3:45 |
| 9.                 | Sinking Sand                           | 2:57 |
| 10.                | Am I So Blind                          | 3:32 |
| 11.                | California Summer                      | 3:56 |
| 12.                | In the End                             | 5:39 |
| Totale duur: 41:45 |                                        |      |

## Hitnotering

### NederlandseAlbum Top 100
| Hitnotering: (Week 1 t/m 5) 06-02-2010 t/m 06-03-2010 Hitnotering: (Week 6) 05-06-2010 | Hitnotering: (Week 1 t/m 5) 06-02-2010 t/m 06-03-2010 Hitnotering: (Week 6) 05-06-2010 | Hitnotering: (Week 1 t/m 5) 06-02-2010 t/m 06-03-2010 Hitnotering: (Week 6) 05-06-2010 | Hitnotering: (Week 1 t/m 5) 06-02-2010 t/m 06-03-2010 Hitnotering: (Week 6) 05-06-2010 | Hitnotering: (Week 1 t/m 5) 06-02-2010 t/m 06-03-2010 Hitnotering: (Week 6) 05-06-2010 | Hitnotering: (Week 1 t/m 5) 06-02-2010 t/m 06-03-2010 Hitnotering: (Week 6) 05-06-2010 | Hitnotering: (Week 1 t/m 5) 06-02-2010 t/m 06-03-2010 Hitnotering: (Week 6) 05-06-2010 | Hitnotering: (Week 1 t/m 5) 06-02-2010 t/m 06-03-2010 Hitnotering: (Week 6) 05-06-2010 | Hitnotering: (Week 1 t/m 5) 06-02-2010 t/m 06-03-2010 Hitnotering: (Week 6) 05-06-2010 |
| Week                                                                                   | 01                                                                                     | 02                                                                                     | 03                                                                                     | 04                                                                                     | 05                                                                                     |                                                                                        | 06                                                                                     |                                                                                        |
| -------------------------------------------------------------------------------------- | -------------------------------------------------------------------------------------- | -------------------------------------------------------------------------------------- | -------------------------------------------------------------------------------------- | -------------------------------------------------------------------------------------- | -------------------------------------------------------------------------------------- | -------------------------------------------------------------------------------------- | -------------------------------------------------------------------------------------- | -------------------------------------------------------------------------------------- |
| Nummer                                                                                 | 22                                                                                     | 33                                                                                     | 66                                                                                     | 80                                                                                     | 78                                                                                     | uit                                                                                    | 100                                                                                    | uit                                                                                    |